# Castéra-Lectourois
Castéra-Lectourois település Franciaországban, Gers megyében. Lakosainak száma 337 fő (2022. január 1.). Castéra-Lectourois Sempesserre, Lectoure, Saint-Avit-Frandat, Saint-Martin-de-Goyne és Saint-Mézard községekkel határos.

## Népesség
A település népességének változása:
| Lakosok száma | 307  | 223  | 241  | 298  | 332  | 344  | 350  | 353  | 354  | 337  |
|               | 1968 | 1982 | 1990 | 2006 | 2013 | 2015 | 2017 | 2019 | 2020 | 2022 |